# Идзумидзаки
Идзумидзаки (яп. 泉崎村 Идзумидзаки-мура) — село в Японии, находящееся в уезде Нисисиракава префектуры Фукусима. Площадь села составляет 35,40 км², население — 6558 человек (1 августа 2014), плотность населения — 185,25 чел./км².

## Географическое положение
Село расположено на острове Хонсю в префектуре Фукусима региона Тохоку. С ним граничат город Сиракава, посёлок Ябуки и село Накадзима.

## Население
Население села составляет 6558 человек (1 августа 2014), а плотность — 185,25 чел./км². Изменение численности населения с 1980 по 2005 годы:
| 1980 | 5577 чел. |  |
| 1985 | 5834 чел. |  |
| 1990 | 6656 чел. |  |
| 1995 | 6924 чел. |  |
| 2000 | 6823 чел. |  |
| 2005 | 6761 чел. |  |

## Символика
Деревом села считается гинкго, цветком — Rhododendron indicum.